# 武蔵台東遺跡

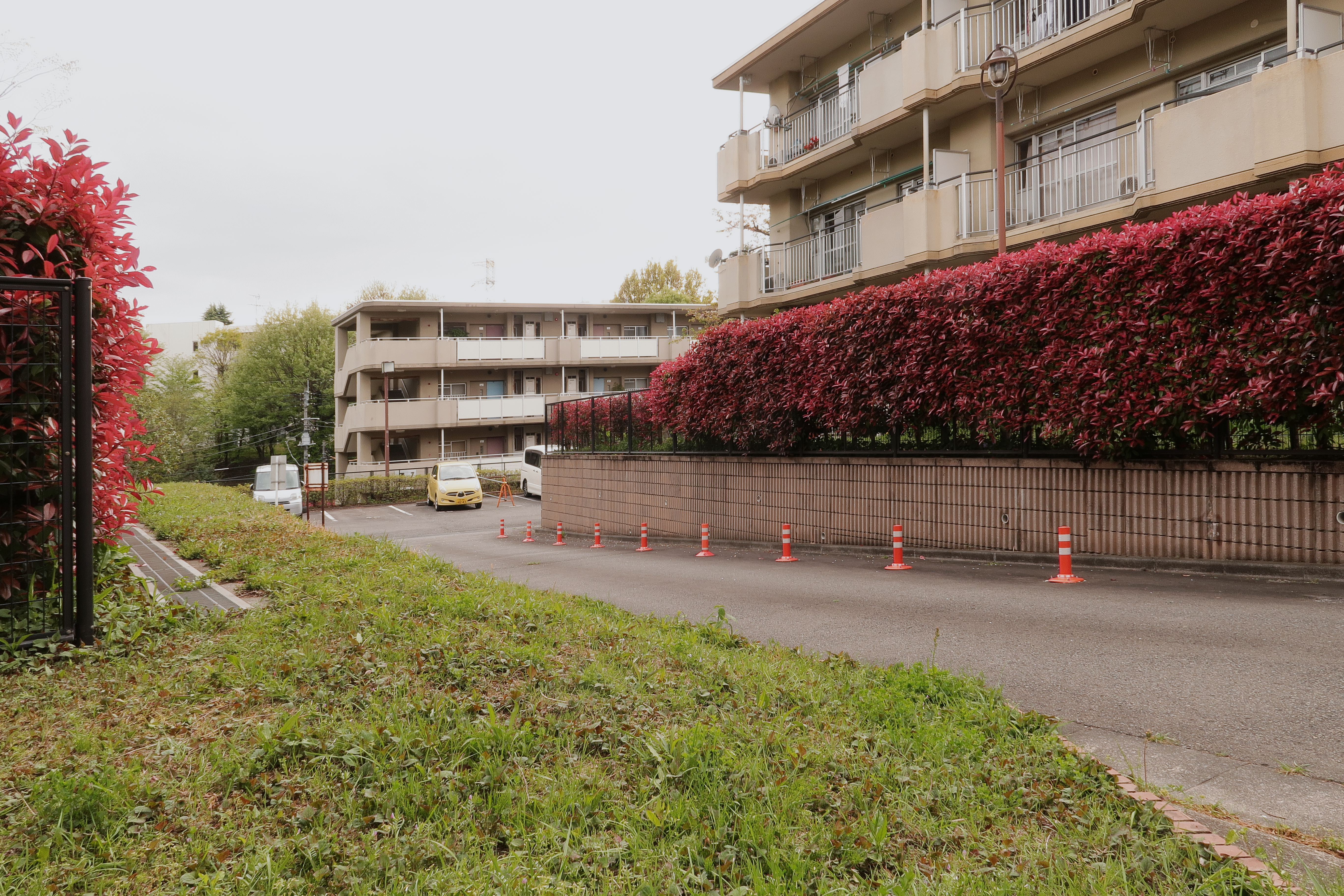
武蔵台東遺跡 (府中武蔵台二丁目第2アパート 6 付近)

武蔵台東遺跡（むさしだいひがしいせき）は、東京都府中市武蔵台にある旧石器時代から縄文時代（早期・中期）、奈良時代、平安時代にかけての複合遺跡。東京都の遺跡番号は府中市No.33で、「武蔵国分寺跡関連遺跡」に含まれる。

## 遺跡の発掘と現況
1992年（平成4年）から1995年（平成7年）の間に、都営住宅建て替え工事のため発掘調査された。埋蔵文化財包蔵地エリアは西隣の武蔵台遺跡という別の遺跡と隣接する。
湧水地が多く河岸段丘がつらなる国分寺崖線の北側、崖線の上にある。動物装飾付釣手土器（コウモリ形釣手土器）と名付けられた釣手土器が発掘された。現地の「武蔵台遺跡公園（武蔵台遺跡とは場所が異なる）」にて、移設された敷石建物と発掘現場の資料が見られる。

## 交通
- JR 武蔵野線 西国分寺駅 徒歩12分
- JR 武蔵野線 北府中駅 徒歩20分
- 京王バス 泉町三丁目（バス停） 徒歩6分

## 主な遺構・遺物
- ナイフ形石器、掻器、彫器、縄文土器、打斧、磨斧、局部磨製石斧、石鏃、石皿、磨石、スタンプ形石器、土製円板、耳栓、石棒、土偶、浮子

## 関連施設
- 府中市郷土の森博物館
- 武蔵台遺跡公園
- 都営府中武蔵台二丁目第2アパート6号棟